# Gusztáv Pártos
Gusztáv Pártos (auch Gustav Paros, Gustav Partos oder Gus Partos; * 18. August 1895 in Pusztaszentbenedek, Königreich Ungarn, Österreich-Ungarn; † 22. März 1951 in Budapest, Volksrepublik Ungarn) war ein ungarischer Schauspieler.

## Leben
Gusztáv Pártos wurde 1895 als Sohn von János Pfitzner und Anna Katzovszky geboren. Er besuchte die Szidi-Rákosi-Schauspielschule, schloss 1916 die Königlich Ungarische Akademie der Schauspielkünste ab und wurde Mitglied des Komödientheaters. Zwischen 1920 und 1922 spielte er im Apollo-Kabarett. 1922 kehrte er zum Komödientheater zurück. 1926 stand er auch mit Sári Fedák in den USA auf der Bühne und lebte eine Zeit lang in Hollywood, bevor er 1930 in seine Heimat zurückkehrte. Er wurde Mitglied des Budapester Operettentheaters und spielte von 1932 bis 1933 am Königlichen Theater. 1933 unterzeichnete er einen Vertrag mit dem Andrássy-Allee-Theater und spielte 1934 noch einmal eine Saison am Operettentheater. Er trat von 1934 bis 1935 im Belvárosi Színház, von 1937 bis 1938 im Magyar Színház, 1938 im Royal Színház und im Terézkörúti Színpad auf. 1939 spielte er auch im Andrássy út Színház und in der Komédia. Von 1939 bis 1950 war er Mitglied des Budapester Operettentheaters und von 1950 bis zu seinem Tod Mitglied des Nationaltheaters. Das Publikum konnte ihn in Prosa- und Musicalstücken sehen, in denen er Charakterrollen spielte. Er starb an einem Schlaganfall.

## Filmografie
- 1917: Az anyaszív
- 1918: A 100.000 koronás ruha
- 1918: Az isten fia és az ördög fia
- 1918: Féltestvérek
- 1919: A Kormánybiztos
- 1919: Ki a gyöztes?
- 1919: Éj és virradat
- 1920: Fekete kapitány
- 1920: Jóslat
- 1920: Pán
- 1920: Páris királya
- 1920: Végszó
- 1921: Arsène Lupin utolsó kalandja
- 1921: Lidércnyomás
- 1922: Pingulin elõlege
- 1927: Das Liebesleben der schönen Helena (The Private Life of Helen of Troy)
- 1928: Adoration
- 1928: Night Watch
- 1928: The Yellow Lily
- 1928: Vamping Venus
- 1928: Zwei junge Herzen. Eine kleine Episode aus einer grossen Stadt (Lonesome)
- 1929: Close Harmony
- 1929: Illusion (The Last Performance)
- 1930: Az orvos titka
- 1930: Kacagó asszony
- 1933: Az ellopott szerda
- 1933: Iza néni
- 1933: Rákóczi-induló
- 1934: Lila akác
- 1935: Budai cukrászda
- 1935: Elnökkisasszony
- 1935: Ez a villa eladó
- 1935: Köszönöm, hogy elgázolt
- 1938: Hölgyek elönyben
- 1940: Bercsenyi huszárok
- 1940: Mindenki mást szeret
- 1940: Párbaj semmiért
- 1940: Semmelweis
- 1941: Behajtani tilos!
- 1942: A hegyek lánya
- 1942: Bis ins vierte Glied (Negyedíziglen)
- 1942: Bünös vagyok!
- 1942: Egy bolond százat csinál
- 1942: Enyém vagy
- 1942: Estélyi ruha kötelezö
- 1942: Szíriusz
- 1943: A láp virága
- 1943: Aranypáva
- 1943: Csalódás
- 1943: Egér a palotában
- 1943: Külvárosi örszoba
- 1943: Ópiumkeringö
- 1944: A két Bajthay
- 1944: A vadon
- 1944: Der Bräutigam aus Teheran (Afrikai völegény)
- 1944: Ez történt Budapesten
- 1944: Szerelmes szívek
- 1944: Ördöglovas
- 1948: Tüz